# فریده بهبود
ف‍ری‍ده‌ ب‍ه‍ب‍ود (زادهٔ ۱۶ اسفند ۱۳۲۲) نوازنده پیانو و آهنگساز ایرانی است. او همسر هوشنگ استوار بود.